# Madizin

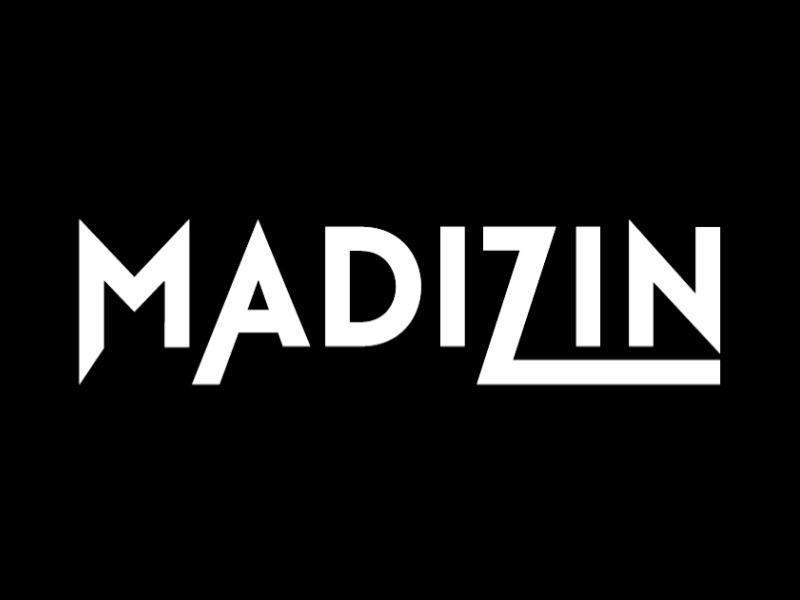
Logo von Madizin

Madizin (auch bekannt als Silverjam) ist ein Produzententeam für Popmusik aus Hamburg, bestehend aus den drei Mitgliedern Patrick Benzner, Dave Roth und Serhat Sakin. Ihre bisher kommerziell erfolgreichste Veröffentlichung ist die Top-10-Single Achterbahn (Helene Fischer).

## Werdegang

### Karriere von Madizin
Das Produzententeam gründete sich 2014 aus den drei Hamburger Musikproduzenten Patrick Benzner, Dave Roth und Serhat Sakin. Bereits vor ihrem Zusammenschluss feierten die Produzenten jeder für sich große Charterfolge. Anfang des Jahrtausends feierte Benzer bereits Charterfolge mit Oli.P oder auch Normal Generation?. Roth hatte einige gemeinsame Charthits mit Patrick Nuo oder auch Buddy. 2005 arbeiteten die beiden erstmals zusammen und produzierten beziehungsweise schrieben Lieder für Tokio Hotel. Die Zusammenarbeit zwischen Benzer, Roth und Tokio Hotel hielt vier Jahre an. Daraus gingen unter anderem drei Nummer-eins-Alben sowie vier Nummer-eins-Hits in Deutschland hervor. Es folgten weltweite Preise sowie Gold- und Platinauszeichnungen. Ende 2013 bis Anfang 2014 erfolgte eine erneute Zusammenarbeit der beiden. Gemeinsam produzierten sie das Debütalbum The Unknown der deutschen Singer-Songwriterin Madeline Juno. Das Album erreichte die deutschen Charts sowie die Schweizer Hitparade. Die Singleauskopplungen Error und Like Lovers Do feierten weitere Charterfolge in Deutschland und wurden zu Soundtracks von Fack ju Göhte und Pompeii. Sakin war zuvor Teil des Hamburger Produzenten-Duos Syke’n’Sugarstarr. Dieses produzierte unter anderem eigene Tonträger sowie für Alexandra Prince. Abseits von Syke’n’Sugarstarr produzierte Sakin unter anderem die Disco Boys, mit denen er auch seinen größten Erfolg feierte. Die gemeinsame Single For You erreichte die Charts in Deutschland und Österreich und wurde mit einer Platin-Schallplatte in Deutschland ausgezeichnet.

### Gründung von Madizin
Nach den Arbeiten zu Madeline Junos The Unknown stieß Sakin zu Benzer und Roth. Fortan arbeiteten die drei unter dem Pseudonym „Madizin“ zusammen. Die erste gemeinsame Produktion tätigte das Trio für Tokio Hotel, wobei das Album Kings of Suburbia hervorging. Am 24. Oktober 2014 erschien mit Gladiators die erste eigene Single des Trios. Dabei handelt es sich um eine Kollaboration mit dem Hamburger DJ Jan Leyk. Die Single rangierte zum bislang einzigen aktiven Charterfolg des Trios. 2015 folgten die Autorenbeteiligungen und Produktionen zu den beiden Leyk + Lockvogel Singles Ne Sekunde Sommer und Wir waren da. Die Singles feierten Charterfolge in Deutschland sowie Österreich und wurden zu den ersten Charterfolgen, die das Trio als Autor und Produzent feierten. Ebenfalls begannen Benzer, Roth und Sakin in diesem Jahr Remixe für namhafte Künstler wie Glasperlenspiel oder Lena Meyer-Landrut zu tätigen. 2016 produzierte das Produzenten-Trio zwei Lieder für Kerstin Ott, ein Lied für Michelle sowie das zweite Studioalbum Salvation für Madeline Juno. Fortan veröffentlichte das Trio parallel auch Produktionen unter dem Pseudonym „Silverjam“, wobei sich die Mitwirkungen unter dem Pseudonym weitgehend dem Schlager zuordnen lassen. Im Jahr darauf folgten Autorenbeteiligungen und Produktionen für Helene Fischer, Jule Hermann, Vanessa Mai, Armando Quattrone sowie Franziska Wiese. Mit dem Titel Achterbahn (Helene Fischer) feierten die drei den bis dato größten Erfolg seit ihrem Zusammenschluss. Die Single erreichte gleichzeitig die Charts in Deutschland, Österreich und der Schweiz und wurde in Deutschland zu einem Top-10-Erfolg. 2018 schrieben und produzierten die drei Titel für Glasperlenspiel, Vanessa Mai, Michelle sowie das Album Calabria für Armando Quattrone. Darüber hinaus erschien mit Jogipalöw (Der Jogi Song) die dritte eigene Single von Madizin. Die Single entstand mit dem deutschen Komiker Matze Knop und ist eine Coverversion von Andreas Gabaliers Hulapalu.

## Diskografie

### Singles
| Jahr | Titel Album                 | Höchstplatzierung, Gesamtwochen, AuszeichnungChartplatzierungen (Jahr, Titel, Album, Platzierungen, Wochen, Auszeichnungen, Anmerkungen) | Höchstplatzierung, Gesamtwochen, AuszeichnungChartplatzierungen (Jahr, Titel, Album, Platzierungen, Wochen, Auszeichnungen, Anmerkungen) | Höchstplatzierung, Gesamtwochen, AuszeichnungChartplatzierungen (Jahr, Titel, Album, Platzierungen, Wochen, Auszeichnungen, Anmerkungen) | Anmerkungen                                                                               |
| Jahr | Titel Album                 | DE | AT | CH | Anmerkungen                                                                               |
| ---- | --------------------------- | --- | --- | --- | ----------------------------------------------------------------------------------------- |
| 2014 | Gladiators –                | DE63 (1 Wo.)DE | — | — | Erstveröffentlichung: 24. Oktober 2014 Jan Leyk feat. Madizin                             |
| 2016 | Treffer versenkt –          | — | — | — | Erstveröffentlichung: 19. August 2016 mit Lest                                            |
| 2018 | Jogipalöw (Der Jogi Song) – | — | — | — | Erstveröffentlichung: 15. Juni 2018 mit Matze Knop; Original: Andreas Gabalier – Hulapalu |

### Remixe
| Jahr | Titel Album | Anmerkungen                                                                                       |
| ---- | --- | ------------------------------------------------------------------------------------------------- |
| 2015 | Ne Sekunde Sommer (Madizin Lake House Mix) Ne Sekunde Sommer (Remix EP)                                           | Erstveröffentlichung: 26. Juni 2015 Interpret: Leyk + Lockvogel                                   |
| 2015 | Geiles Leben (Madizin Single Mix) Geiles Leben (Single)                                                           | Erstveröffentlichung: 28. August 2015 Interpret: Glasperlenspiel                                  |
| 2015 | Beat to My Melody (Madizin Mix) Crystal Sky (Deluxe Edition)                                                      | Erstveröffentlichung: 23. Oktober 2015 Interpret: Lena Meyer-Landrut                              |
| 2016 | Stupid Girl (Madizin Single Mix) Salvation (Deluxe Edition)                                                       | Erstveröffentlichung: 12. Februar 2016 Interpret: Madeline Juno                                   |
| 2016 | Ich lauf (Madizin Mix) Home Under The Sky                                                                         | Erstveröffentlichung: 15. April 2016 Interpret: Fahrenhaidt feat. Cassandra Steen & Vincent Malin |
| 2016 | You Know What? (Madizin Radio Mix) You Know What? (Single)                                                        | Erstveröffentlichung: 3. Juni 2016 Interpret: Madeline Juno                                       |
| 2016 | Wir sind zuhaus (Madizin Single Mix) Wir sind zuhaus (Single)                                                     | Erstveröffentlichung: 15. Juli 2016 Interpret: Frida Gold                                         |
| 2016 | Scheissmelodie (Madizin Single Mix) Scheissmelodie (EP)                                                           | Erstveröffentlichung: 12. August 2016 Interpret: Kerstin Ott                                      |
| 2016 | Sadeness (Part II) (MDZN Destiny Remix) / Sadeness (Part II) (MDZN Red Line Mix) Sadeness (Part II) (The Remixes) | Erstveröffentlichung: 24. Oktober 2016 Interpret: Enigma                                          |
| 2016 | Für immer (Madizin Single Mix) Für immer (Remix EP)                                                               | Erstveröffentlichung: 9. Dezember 2016 Interpret: Glasperlenspiel                                 |
| 2017 | Muss ich haben (Madizin Remix) Bibi & Tina: Tohuwabohu Total (O.S.T.)                                             | Erstveröffentlichung: 24. Februar 2017 Interpret: Lockvogel & Maxine Kazis                        |
| 2017 | Perfect Life (Madizin Mix) Unexpected                                                                             | Erstveröffentlichung: 28. April 2017 Interpret: Levina                                            |
| 2017 | Das Leben tanzt Sirtaki (Silverjam Remix) Das Leben tanzt Sirtaki (Single)                                        | Erstveröffentlichung: 11. August 2017 Interpret: Klubbb3                                          |
| 2017 | Auf deine Freiheit (Madizin Mix) Zwei von Millionen                                                               | Erstveröffentlichung: 1. September 2017 Interpret: Zwei von Millionen                             |
| 2017 | Afterglow (Madizin Mixes) Heartbreak Century (Deluxe Edition)                                                     | Erstveröffentlichung: 6. Oktober 2017 Interpret: Sunrise Avenue                                   |
| 2017 | Beautiful (Madizin Mixes) Heartbreak Century (Deluxe Edition)                                                     | Erstveröffentlichung: 6. Oktober 2017 Interpret: Sunrise Avenue                                   |
| 2017 | Flag (Madizin Mixes) Heartbreak Century (Deluxe Edition)                                                          | Erstveröffentlichung: 6. Oktober 2017 Interpret: Sunrise Avenue                                   |
| 2017 | Heartbreak Century (Madizin Mixes) Heartbreak Century (Deluxe Edition)                                            | Erstveröffentlichung: 6. Oktober 2017 Interpret: Sunrise Avenue                                   |
| 2017 | I Help You Hate Me (Madizin Mixes) Heartbreak Century (Deluxe Edition)                                            | Erstveröffentlichung: 6. Oktober 2017 Interpret: Sunrise Avenue                                   |
| 2017 | Never Let Go (Madizin Mixes) Heartbreak Century (Deluxe Edition)                                                  | Erstveröffentlichung: 6. Oktober 2017 Interpret: Sunrise Avenue                                   |
| 2017 | Question Marks (Madizin Mixes) Heartbreak Century (Deluxe Edition)                                                | Erstveröffentlichung: 6. Oktober 2017 Interpret: Sunrise Avenue                                   |
| 2017 | Somebody Like Me (Crazy) (Madizin Mixes) Heartbreak Century (Deluxe Edition)                                      | Erstveröffentlichung: 6. Oktober 2017 Interpret: Sunrise Avenue                                   |
| 2018 | Nie Wieder (Silverjam Remix) Regenbogen (Gold Edition)                                                            | Erstveröffentlichung: 12. Januar 2018 Interpret: Vanessa Mai                                      |
| 2018 | Sternenmeer (Silverjam Remix) Regenbogen (Gold Edition)                                                           | Erstveröffentlichung: 12. Januar 2018 Interpret: Vanessa Mai                                      |
| 2018 | Schloss (Madizin Remix) Licht & Schatten (Deluxe Edition)                                                         | Erstveröffentlichung: 20. April 2018 Interpret: Glasperlenspiel feat. Ali As                      |

### Autorenbeteiligungen und Produktionen
Madizin als Autor und Produzent in den Charts

| Jahr | Titel Interpretation                    | Höchstplatzierung, Gesamtwochen, AuszeichnungChartplatzierungen (Jahr, Titel, Interpretation, Platzierungen, Wochen, Auszeichnungen, Anmerkungen) | Höchstplatzierung, Gesamtwochen, AuszeichnungChartplatzierungen (Jahr, Titel, Interpretation, Platzierungen, Wochen, Auszeichnungen, Anmerkungen) | Höchstplatzierung, Gesamtwochen, AuszeichnungChartplatzierungen (Jahr, Titel, Interpretation, Platzierungen, Wochen, Auszeichnungen, Anmerkungen) | Anmerkungen                                                 |
| Jahr | Titel Interpretation                    | DE | AT | CH | Anmerkungen                                                 |
| ---- | --------------------------------------- | --- | --- | --- | ----------------------------------------------------------- |
| 2015 | Ne Sekunde Sommer A, P Leyk + Lockvogel | DE40 (8 Wo.)DE | AT44 (3 Wo.)AT | — | Erstveröffentlichung: 5. Juni 2015                          |
| 2015 | Wir waren da A, P Leyk + Lockvogel      | DE60 (1 Wo.)DE | — | — | Erstveröffentlichung: 25. September 2015                    |
| 2017 | Achterbahn P Helene Fischer             | DE10 Platin · (14 Wo.)DE | AT37 Platin · (1 Wo.)AT | CH25 (3 Wo.)CH | Erstveröffentlichung: 8. September 2017 Verkäufe: + 430.000 |
| 2019 | Weekend A, P DJ Herzbeat feat. Sarah    | DE83 (2 Wo.)DE | — | — | Erstveröffentlichung: 15. März 2019 Original: Earth & Fire  |
| 2019 | The River P Davin Herbrüggen            | DE34 (1 Wo.)DE | AT48 (1 Wo.)AT | CH25 (1 Wo.)CH | Erstveröffentlichung: 26. April 2019                        |